# Craig Smith (rugbista)
Craig Smith (Fulford, 30 agosto 1978) è un rugbista a 15 scozzese.
Gioca nel ruolo pilone.
Ha indossato la maglia della Nazionale scozzese per la prima volta il 15 giugno 2002 contro il Canada (26-23 per i canadesi).
Attualmente gioca nel club Edinburgh Gunners.

## Dati fisici
- altezza: 1,88 m.
- peso forma: 127 kg.

## Statistiche
(Aggiornate al 10.07.06)
- Presenze in nazionale scozzese (CAP): 17.
- Sei Nazioni disputati: 2006.

## Presenze Coppe Europee
| Stagione | Squadra           | Giocate | Mete | Trasformazioni | Drop | Calci Punizione | C. Giallo | C. Rosso | Punti |
| -------- | ----------------- | ------- | ---- | -------------- | ---- | --------------- | --------- | -------- | ----- |
| 2000-01  | Edinburgh Rugby   | 0(6)    | 0    | 0              | 0    | 0               | 0         | 0        | 0     |
| 2001-02  | Edinburgh Rugby   | 6       | 0    | 0              | 0    | 0               | 0         | 0        | 0     |
| 2002-03  | Edinburgh Rugby   | 4(2)    | 1    | 0              | 0    | 0               | 0         | 0        | 5     |
| 2003-04  | Edinburgh Rugby   | 6(1)    | 0    | 0              | 0    | 0               | 0         | 0        | 0     |
| 2004-05  | Edinburgh Rugby   | 5       | 0    | 0              | 0    | 0               | 0         | 0        | 0     |
| 2005-06  | Edinburgh Gunners | 6       | 0    | 0              | 0    | 0               | 0         | 0        | 0     |
| 2006-07  | Edinburgh Gunners | 1(1)    | 0    | 0              | 0    | 0               | 0         | 0        | 0     |
| Totale   |                   | 28(10)  | 1    | 0              | 0    | 0               | 0         | 0        | 5     |